# 渡邉勇太朗
渡邉 勇太朗（わたなべ ゆうたろう、2000年9月21日 - ）は、埼玉県羽生市出身のプロ野球選手（投手）。右投右打。埼玉西武ライオンズ所属。

## 経歴

### プロ入り前
小学校1年から野球を始め、5年から投手となる。羽生市立東中学校では軟式野球部に入部し、2年夏に関東大会に出場した。
浦和学院高等学校では1年秋からベンチ入り。3年春は右肘を痛めベンチ外となるが、5月の関東大会で復帰。夏には甲子園大会に出場したが、準々決勝の大阪桐蔭高等学校戦で敗退した。甲子園大会後はAAAアジア野球選手権大会の日本代表に選出された。同学年に後に西武でチームメイトとなる蛭間拓哉がいる。
2018年10月25日に行われたドラフト会議では、埼玉西武ライオンズから2位指名を受け、11月15日に契約金7000万円、年俸650万円で契約した。背番号は12。

### 西武時代
2019年のルーキーイヤーは身体づくりを中心に取り組み、イースタン・リーグでは2試合に登板したが、3回2/3を投げて被安打10・防御率14.73と打ち込まれた。
2020年はイースタン・リーグで4試合に登板、22回1/3を投げて被安打30・防御率5.24という成績であった。
2021年は初めて春季キャンプをA班でスタートするも、開幕は二軍で迎えた。4月までは二軍でも防御率9点台と苦しんでいたが、5月は1先発を含む3試合で防御率2.25と結果を残し、6月8日に一軍初昇格。翌9日の横浜DeNAベイスターズ戦でプロ初登板を果たし、3回2安打1四球2奪三振無失点と好投。6月14日の広島東洋カープ戦では1点リードの6回裏から3番手として登板。2回を無失点に抑え、プロ2試合目でプロ初ホールドを記録した。登録抹消されることなく前半戦を中継ぎとして終えると、エキシビションマッチでは先発としてアピールし、後半戦の開幕3試合目となった8月15日の東北楽天ゴールデンイーグルス戦でプロ初先発を果たし、5回1失点の好投でプロ初勝利を挙げた。その後も先発ローテーションを守り、スタミナ面には課題を残したが、後半戦は9試合の先発で4勝2敗、42イニングを投げて防御率3.21を記録した。シーズン全体では17試合（9先発）の一軍登板で4勝4敗2ホールド・防御率3.44を記録し、オフに350万円増となる推定年俸1000万円で契約を更改した。
2022年は初の開幕ローテーション入りを果たし、開幕3試合目のオリックス・バファローズ戦でシーズン初登板初先発となるも、3回6安打2四死球6失点（自責点4）の乱調で勝敗は付かなかった。続く4月3日の千葉ロッテマリーンズ戦では5回1/3を4安打7四球3失点という内容で敗戦投手となり、翌4日に出場選手登録を抹消された。7月22日の楽天戦で約3か月半ぶりとなる一軍先発登板となり、5回0/3を2失点でシーズン初勝利を挙げたものの、翌23日に出場選手登録を抹消されると、8月12日には新型コロナウイルスに感染。その後の一軍登板は無くシーズンを終え、この年は3試合の先発登板で1勝1敗・防御率6.08という成績にとどまった。オフに150万円減となる推定年俸850万円で契約を更改した。
2023年は春季キャンプ明けから右肩の怪我があり、春先から実戦登板はしていたものの、ストレートの最速が145~146km/hと球速の低下が見られていた。前年は92kgだった体重を少しずつ増やすと、ストレートが強化され、本人も「真っすぐの速さと強さが良くなった」とコメントし、9月20日の北海道日本ハムファイターズ戦でシーズン初登板初先発。ストレートの最速は152km/hを計測し、5回無失点でシーズン初勝利を挙げた。続く同27日の楽天戦でも6回1失点と試合を作り、この年は2試合の先発登板で1勝0敗・防御率0.82という成績であった。オフに30万円減となる推定年俸820万円で契約を更改した。
2024年も開幕を二軍で迎えた。この年は無走者時でもクイックで投球するフォーム変更に取り組み、イースタン・リーグでは6試合の登板で1勝2敗・防御率2.48を記録すると、5月18日の福岡ソフトバンクホークス戦でシーズン初登板初先発となり、6回3安打7四死球1失点で勝敗つかず。その後は、5回まで試合を作りながらも打線の援護がないまま6回以降に失点して降板する登板が目立った。シーズン6度目の先発登板となった6月25日の日本ハム戦では1-0で迎えた6回表一死二塁からアリエル・マルティネスに対してカウント1-1となった場面で右手人差し指のマメを潰して緊急降板。5回1/3を無失点でシーズン初勝利は挙げたものの、翌26日に出場選手登録を抹消された。7月9日の日本ハム戦で一軍復帰を果たすと、この試合を含めて3試合連続HQSを記録。ただ、いずれも勝敗は付かず、同27日には右手中指のマメの影響で出場選手登録を抹消された。8月6日のオリックス戦で再び一軍へ復帰し、同29日のロッテ戦では5回2/3を無失点に抑えてシーズン2勝目を挙げたものの、6回裏二死二塁からネフタリ・ソトの放った痛烈な打球が右足首付近に直撃し、緊急降板。続く9月6日のソフトバンク戦では5回4安打4四球無失点と走者を再三許しながらも勝利投手となったが、6回裏の投球練習中に右足を気にする仕草を見せ、緊急降板。渡辺久信監督代行は「この間の所がピリッと痛んだみたい」と説明し、その後検査を受けたところ、右足の腓骨骨折が判明し、同11日に出場選手登録を抹消された。残りのシーズンはリハビリに費やし、秋季キャンプもリハビリ期間となったが、この年は14試合に先発登板。援護率1.78と打線の援護に恵まれなかったこともあり、勝ち星こそ伸び悩んだものの、3勝4敗・防御率2.67を記録し、オフに1180万円増となる推定年俸2000万円で契約を更改した。

## 選手としての特徴
| 球種         | 配分 % | 平均球速 km/h | 被打率 |
| ------------ | ------ | ------------- | ------ |
| ストレート   | 45.1   | 146.6         | .258   |
| カットボール | 18.9   | 137.9         | .215   |
| スプリット   | 13.0   | 138.5         | .279   |
| スライダー   | 11.8   | 129.7         | .167   |
| カーブ       | 11.2   | 119.8         | .370   |

ストレートの最速は153km/h。変化球はカットボールを最も得意としており、他にスライダー、カーブ、スプリットを投げる。
一軍デビューを果たした2021年シーズンの反省点を「悪い結果となった試合は、すべて自滅でした。フォアボールが多くなってランナーをためてしまったり、カウントを悪くして、失投を打たれたりとか...」と本人が話したように、投球の安定感に課題があり、続く2シーズンでは二軍でも防御率3点台後半と振るわず、一軍登板は計5試合にとどまった。2023年シーズン終了後のオフに肉体改造を行い、さらに投球フォームも「僕の場合、左足を上げると若干リズムがおかしくなったり、足を上げてから体重移動していくタイミングが若干ずれたりします。目線のブレも大きいので」と安定感を求め、無走者時でもクイックで投じるように変更し、翌2024年シーズンは一軍で安定した投球を続けた。

## 人物・エピソード
愛称は「ナベU」。「ナベQ」と呼ばれている渡辺久信ゼネラルマネージャーにあやかったものである。
幼少期から西武ファンであり、野球をやっていた兄のチームメイトが浦和学院で甲子園出場を果たし、その姿に憧れて浦和学院に進学。ただ、厳しい練習についていけず、1年冬に野球を辞めて実家の家業（造園業）を継ぐことを決断したが、予想以上の重労働であり、1か月ほどで野球部に戻ったという。
憧れの選手は大谷翔平で、高校時代は投球フォームも大谷に似ていた。

## 詳細情報

### 年度別投手成績
| 年 度     | 球 団     | 登 板 | 先 発 | 完 投 | 完 封 | 無 四 球 | 勝 利 | 敗 戦 | セ 丨 ブ | ホ 丨 ル ド | 勝 率 | 打 者 | 投 球 回 | 被 安 打 | 被 本 塁 打 | 与 四 球 | 敬 遠 | 与 死 球 | 奪 三 振 | 暴 投 | ボ 丨 ク | 失 点 | 自 責 点 | 防 御 率 | W H I P |
| --------- | --------- | ----- | ----- | ----- | ----- | -------- | ----- | ----- | -------- | ----------- | ----- | ----- | -------- | -------- | ----------- | -------- | ----- | -------- | -------- | ----- | -------- | ----- | -------- | -------- | ------- |
| 2021      | 西武      | 17    | 9     | 0     | 0     | 0        | 4     | 4     | 0        | 2           | .500  | 232   | 55.0     | 43       | 3           | 30       | 0     | 3        | 33       | 4     | 0        | 24    | 21       | 3.44     | 1.33    |
| 2022      | 西武      | 3     | 3     | 0     | 0     | 0        | 1     | 1     | 0        | 0           | .500  | 67    | 13.1     | 15       | 1           | 11       | 0     | 1        | 6        | 2     | 0        | 11    | 9        | 6.08     | 1.95    |
| 2023      | 西武      | 2     | 2     | 0     | 0     | 0        | 1     | 0     | 0        | 0           | 1.000 | 42    | 11.0     | 7        | 0           | 5        | 0     | 0        | 4        | 0     | 0        | 1     | 1        | 0.82     | 1.09    |
| 2024      | 西武      | 14    | 14    | 0     | 0     | 0        | 3     | 4     | 0        | 0           | .429  | 366   | 87.2     | 81       | 5           | 27       | 0     | 5        | 50       | 1     | 0        | 26    | 26       | 2.67     | 1.23    |
| 通算：4年 | 通算：4年 | 36    | 36    | 0     | 0     | 0        | 9     | 9     | 0        | 2           | .500  | 707   | 167.0    | 146      | 9           | 73       | 0     | 9        | 93       | 7     | 0        | 62    | 57       | 3.07     | 1.31    |

- 2024年度シーズン終了時

### 年度別守備成績
| 年 度 | 球 団 | 投手  | 投手  | 投手  | 投手  | 投手  | 投手     |
| 年 度 | 球 団 | 試 合 | 刺 殺 | 補 殺 | 失 策 | 併 殺 | 守 備 率 |
| ----- | ----- | ----- | ----- | ----- | ----- | ----- | -------- |
| 2021  | 西武  | 17    | 4     | 10    | 2     | 3     | .875     |
| 2022  | 西武  | 3     | 2     | 2     | 0     | 0     | 1.000    |
| 2023  | 西武  | 2     | 0     | 0     | 0     | 0     | ----     |
| 2024  | 西武  | 14    | 3     | 7     | 1     | 0     | .909     |
| 通算  | 通算  | 36    | 9     | 19    | 3     | 3     | .903     |

- 2024年度シーズン終了時
- 各年度の太字はリーグ最高

### 記録
初記録
投手記録
- 初登板：2021年6月9日、対横浜DeNAベイスターズ2回戦（メットライフドーム）、5回表に3番手で救援登板、3回無失点[12]
- 初奪三振：同上、6回表に伊藤光から空振り三振
- 初ホールド：2021年6月14日、対広島東洋カープ2回戦（MAZDA Zoom-Zoom スタジアム広島）、6回裏に4番手で救援登板、2回無失点[13]
- 初先発登板・初勝利・初先発勝利：2021年8月15日、対東北楽天ゴールデンイーグルス15回戦（メットライフドーム）、5回1失点[15]

打撃記録
- 初打席：2024年6月9日、対阪神タイガース3回戦（阪神甲子園球場）、3回表に才木浩人からスリーバント失敗

### 背番号
- 12（2019年[6] - ）

### 代表歴
- 第12回 BFA U-18アジア選手権大会 日本代表